# Jean-Georges Lasnon
Jean-Georges Lasnon est un homme politique français né le 2 janvier 1750 Etoutteville (Seine-Maritime) et décédé le 26 septembre 1813 à Maulévrier-Sainte-Gertrude (Seine-Maritime).
Laboureur, il est député du tiers état aux états généraux de 1789 pour le bailliage de Caux, votant avec la majorité.

## Sources
- « Jean-Georges Lasnon », dans Adolphe Robert et Gaston Cougny, Dictionnaire des parlementaires français, Edgar Bourloton, 1889-1891 [détail de l’édition]